# Мастоидит
Мастоидит — воспаление слизистой выстилки пещеры (антрума) и ячеистых структур сосцевидного отростка височной кости, расположенного позади уха и содержащего заполненные воздухом костные полости. Мастоидит развивается вследствие распространения инфекции на ячейки сосцевидного отростка. Чаще всего развивается вторичный мастоидит, который возникает как осложнение нелеченного острого или хронического среднего отита, вызванного инфекционным поражением среднего уха. Изредка наблюдается первичный мастоидит, когда патологический процесс изначально развивается в структурах сосцевидного отростка (например, вследствие травмы).
В детском возрасте до 6 лет сосцевидный отросток не развит, на его месте имеется лишь возвышение, внутри которого находится пещера (antrum). Вследствие этого гнойный процесс из барабанной полости проникает только в антрум... Антрит часто сопровождается бурной общей реакцией желудочно-кишечного тракта, дыхательной и нервной систем ребёнка.
 У младенцев и детей раннего возраста из структур сосцевидного отростка достаточно хорошо выражена лишь пещера (антрум), и развивается особая форма заболевания — антрит (отоантрит) — воспаление слизистой оболочки пещеры сосцевидного отростка. В прежние времена мастоидит (антрит) был основной причиной детской смертности.
Широкое применение антибиотикотерапии в развитых странах привело к резкому сокращению заболеваемости и преобладанию консервативных методов лечения над хирургическими (последние весьма часто применялись прежде). При отсутствии лечения инфекционный процесс может переходить на соседние анатомические образования, включая мозг, приводя к тяжёлым осложнениям.

## Клиническая характеристика

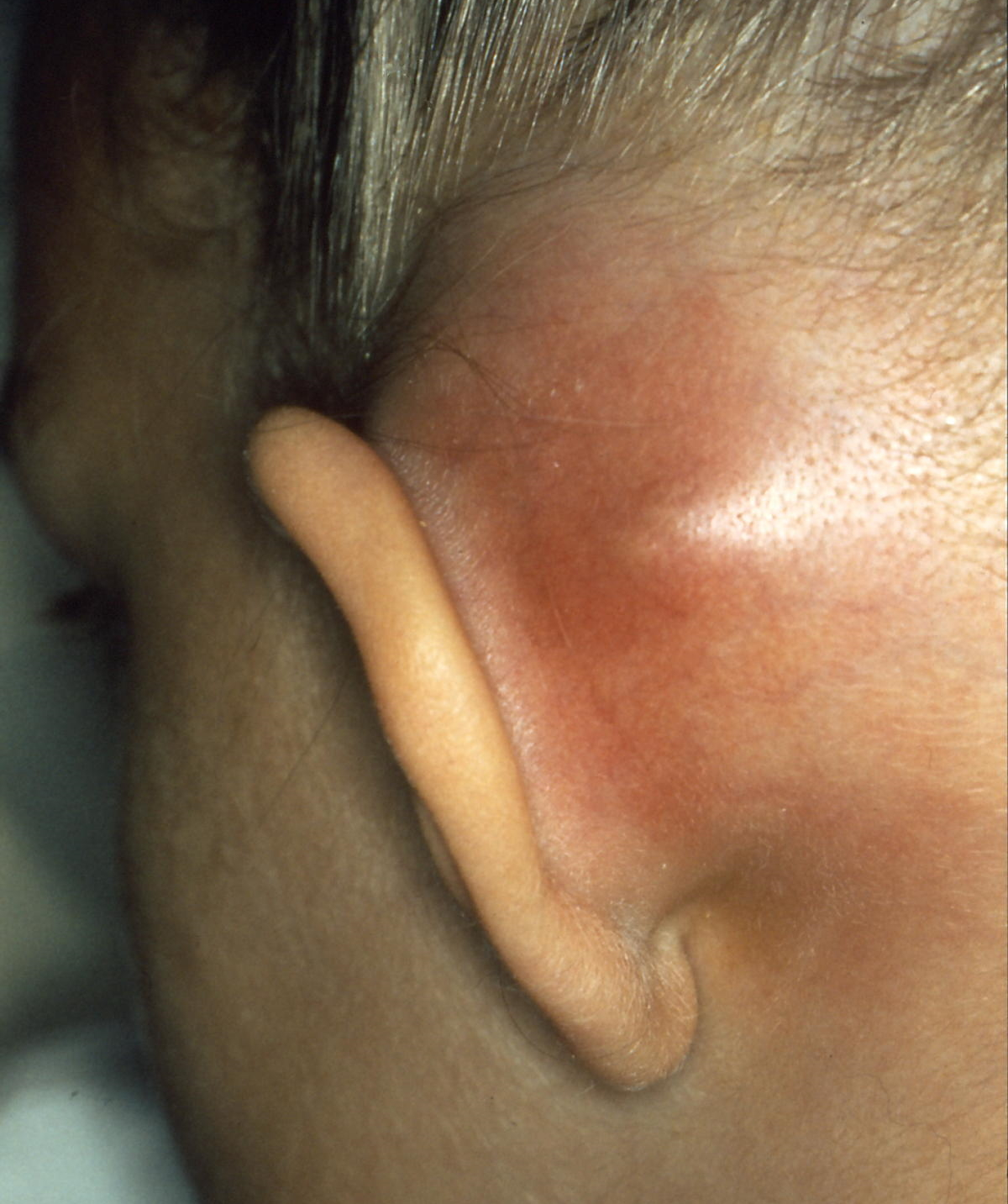
Мастоидит, сопровождающийся субпериостальным абсцессом

К общим симптомам и признакам мастоидита относятся боль, повышенная чувствительность и припухлость в области сосцевидного отростка. Изменяется картина крови (вследствие воспаления). Может ощущаться боль в ухе (оталгия). Нередко наблюдаются покраснение в области уха и сосцевидного отростка, головная боль и повышенная температура, кондуктивная тугоухость. У младенцев зачастую проявляются неспецифические симптомы, такие как снижение или потеря аппетита, диарея или повышенная возбудимость. Более серьёзные случаи сопровождаются выделениями из наружного слухового прохода, о которых могут свидетельствовать коричневатые пятна, появившиеся на подушке после сна.

## Диагностика
Диагноз мастоидита устанавливается на основе истории болезни и медицинского освидетельствования. Дополнительную информацию предоставляют инструментально-визуальные методы, в частности, магнитно-резонансная томография (МРТ) — стандартный метод диагностики. Распространённой альтернативой МРТ является компьютерная томография (КТ), дающая более чёткое изображение анатомических структур и позволяющая оценить, насколько близко поражение подходит к мозгу и лицевому нерву. Плоскостные рентгеновские снимки (рентгенограммы) имеют гораздо меньшую диагностическую ценность.
При дренировании нередко производят выделение микроорганизмов из экссудата, но если пациент лечился антибиотиками, результаты посевов могут быть отрицательными. В качестве крайней меры при диагностике может применяться хирургическое вмешательство, позволяющее непосредственно увидеть область сосцевидного отростка.

## Патофизиология
При мастоидите бактерии проникают из среднего уха в ячейки сосцевидного отростка, где воспаление приводит к разрушению костных структур. Развивается остеомиелит сосцевидных ячеек. При остром мастоидите наиболее часто обнаруживаются такие микроорганизмы как Streptococcus pneumoniae, Streptococcus pyogenes,Staphylococcus aureus, Haemophilus influenzae и Moraxella catarrhalis. Гораздо реже выявляются Pseudomonas aeruginosa (синегнойная палочка) и другие грамотрицательные аэробные бациллы, а также анаэробные бактерии. При хроническом мастоидите чаще всего наблюдаются P. aeruginosa, Enterobacteriaceae, S. aureus и анаэробные бактерии (Prevotella, Bacteroides, Fusobacterium и Peptostreptococcus spp.). В редких случаях возбудителями могут быть микобактерии (Mycobacterium).
Иногда мастоидит возникает вследствие развития в среднем ухе холестеатомы — капсулы из ороговевшего эпителия, которая, как правило, возникает после многократного инфицирования. Нелеченая холестеатома может разрушать структуры сосцевидного отростка, приводя к мастоидиту и другим осложнениям.

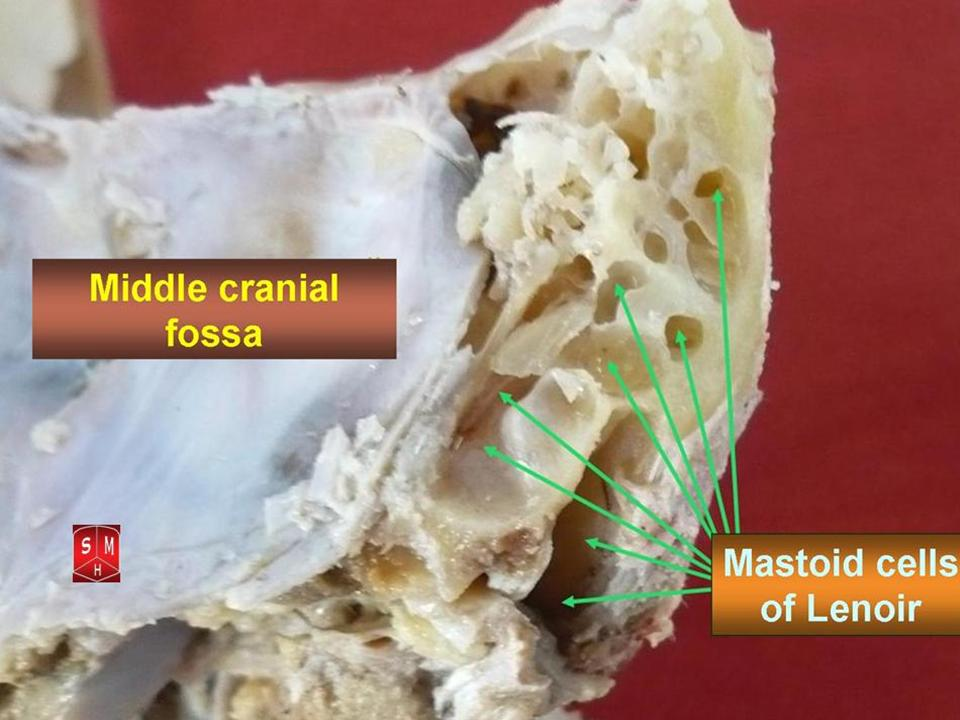
Ячеистые структуры сосцевидного отростка височной кости

## Профилактика и лечение
Обычно мастоидит несложно предотвратить. Если пациент с инфекцией уха незамедлительно обращается за врачебной помощью и получает её в полной мере, применение антибиотиков, как правило, излечивает инфекцию и предотвращает её дальнейшее распространение. Поэтому в развитых странах мастоидит встречается редко. Однако возникновение штаммов микроорганизмов, резистентных к традиционным антибиотикам, увеличивает вероятность того, что инфекционный отит приведёт к мастоидиту. Инфекционные заболевания уха встречаются в основном у младенцев, поскольку в этом возрасте евстахиева труба ещё не полностью сформирована и отток отделяемого из полости среднего уха затруднён.
В США основным методом лечения мастоидита является назначение внутривенных инъекций антибиотиков. Сначала применяются антибиотики широкого спектра действия, такие как цефтриаксон. После того как станут известными результаты посева микробиологического материала, назначаются другие, более специфичные антибиотики, направленные на уничтожение выявленных аэробных и анаэробных бактерий. Для полного устранения инфекции могут понадобиться антибиотики длительного действия.
Если применение антибиотиков не приводит к быстрому улучшению состояния пациента, может проводиться хирургическое лечение (без отмены лекарственной терапии). При этом самыми обычными процедурами являются миринготомия (небольшой надрез барабанной перепонки) или введение тимпаностомической трубки. Последнее способствует отхождению гноя из среднего уха, помогая справиться с инфекцией. По истечении нескольких недель или месяцев трубка самопроизвольно выдавливается из барабанной перепонки, и надрез заживает естественным путём. При возникновении осложнений или при отсутствии положительной динамики после вышеописанного лечения может возникнуть необходимость мастоидэктомии (антротомии). При этом удаляются часть кости и гнойный экссудат, а барабанная полость дренируется.

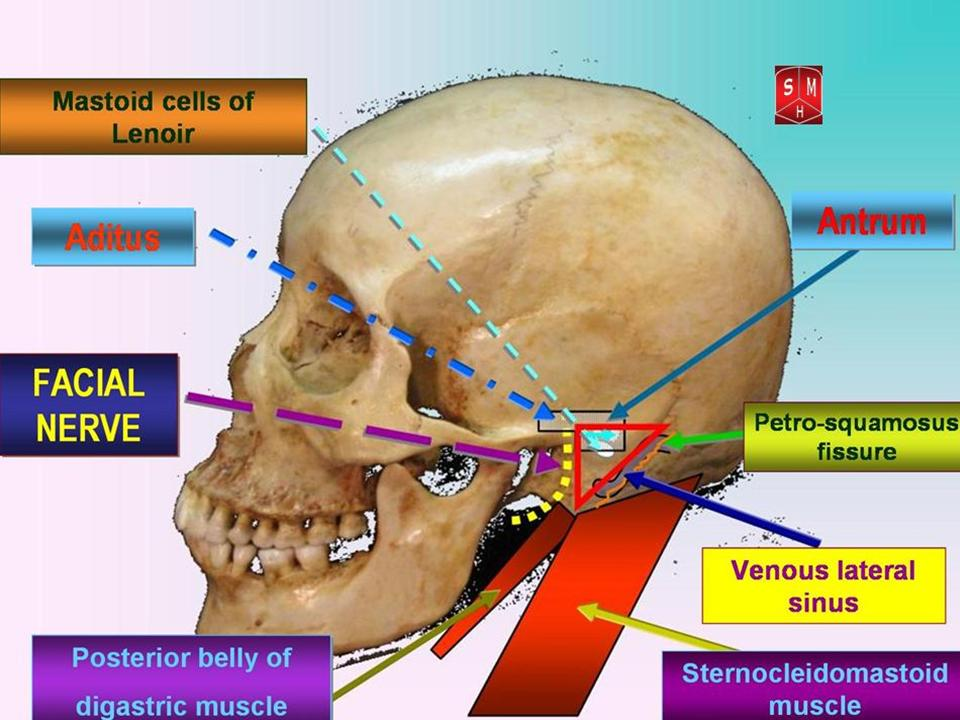
Треугольник Шипо, в границах которого выполняется мастоидэктомия (трепанация сосцевидного отростка)

## Прогноз
Излечение мастоидита возможно при безотлагательном врачебном вмешательстве. Поэтому важное значение имеет раннее обращение за медицинской помощью. Но поскольку антибиотики с трудом проникают в структуры сосцевидного отростка, инфекция поддаётся излечению с трудом; не исключены рецидивы. Возможны различные осложнения, связанные с распространением инфекции на соседние анатомические образования. Вероятно развитие нарушений слуха, воспаления лабиринта внутреннего уха (лабиринтита), вызывающего головокружение; звон в ушах может прогрессировать наряду с тугоухостью, тем самым затрудняя общение.
Инфекция может поражать лицевой нерв (черепной нерв VII), приводя к слабости или параличу лицевой мускулатуры на поражённой стороне. Среди других осложнений встречаются абсцесс Бецольда (скопление гноя под грудино-ключично-сосцевидной мышцей шеи), абсцесс Чителли, субпериостальный (поднадкостничный) абсцесс сосцевидного отростка височной кости, в типичном случае приводящий к смещению и выступанию ушной раковины.
Тяжёлые осложнения имеют место при распространении инфекции на ткани мозга. К таким осложнениям относятся менингит (воспаление оболочек мозга), эпидуральный абсцесс (между костями черепа и твёрдой мозговой оболочкой), тромбоз синусов твёрдой мозговой оболочки, абсцесс головного мозга.

## Эпидемиология
В США и других развитых странах заболеваемость мастоидитом довольно низкая (около 0,004 %), в развивающихся странах она выше.
Сильнее всего мастоидиту, как и другим инфекционным заболеваниям уха, подвержены дети в возрасте двух—тринадцати месяцев. Заболеваемость не зависит от пола.